# Abigail Fillmoreová
Abigail Powersová Fillmoreová (13. března 1798, Saratoga County, New York – 30. března 1853) byla manželkou 13. prezidenta USA Millarda Fillmorea. Vzhledem k její nemoci funkci první dámy USA vykonávala její dcera Mary Abigail Fillmoreová.

## Život
Abigail Fillmoreová se narodila ve Stillwateru ve státě New York v rodině reverenda Lemuela Powerse. Její otec zemřel nedlouho po jejím narození. Roku 1819 začala pracovat jako učitelka. Jedním z jejích žáků byl jen o dva roky mladší Millard Fillmore, jehož si roku 1826 vzala. Měli spolu dvě děti, Millarda Powerse Fillmorea a Mary Abigail Fillmoreovou. Od března 1849 do července 1850 byla druhou dámou Spojených států, od července 1850 do začátku března 1853 první dámou. Zemřela na zápal plic pouhých 26 dnů poté, co její manžel opustil prezidentský úřad.